# Ante Tomić (koszykarz)
Ante Tomić (ur. 17 lutego 1987 w Dubrowniku) – chorwacki koszykarz, grający na pozycji środkowego, wychowanek KK Zagrzeb. Obecnie reprezentuje barwy Joventutu Badalona.

## Osiągnięcia
Stan na 22 stycznia 2022, na podstawie, o ile nie zaznaczono inaczej.

### Drużynowe
- Mistrz:
  - Hiszpanii (2014)
  - Katalonii (2013–2017, 2019)
  - turnieju Comunidad de Madrid (2010–2012)
- Wicemistrz:
  - Hiszpanii (2012, 2013, 2015, 2016, 2019, 2020)
  - ligi katalońskiej (2018)
- Zdobywca:
  - pucharu:
    - Chorwacji (2008)
    - Hiszpanii (2012, 2013, 2018, 2019)

  - superpucharu Hiszpanii (2015)
- Finalista:
  - pucharu:
    - Chorwacji (2006, 2007, 2009)
    - Hiszpanii (2010, 2011, 2014, 2015)

  - Superpucharu Hiszpanii (2009, 2016, 2019)
- Brąz:
  - Euroligi (2014)
  - pucharu Hiszpanii (2017)
  - superpucharu Hiszpanii (2010, 2011, 2012–2014, 2016)
- 4. miejsce w:
  - Eurolidze (2011, 2013)
  - Lidze Adriatyckiej (2008)

### Indywidualne
- MVP:
  - Ligi Adriatyckiej (2009)
  - finałów mistrzostw Katalonii (2014, 2017)
  - miesiąca:
    - Euroligi (luty 2013, 2014, marzec 2014)
    - ligi hiszpańskiej (luty 2013, grudzień 2016, marzec 2018)

  - kolejki:
    - Euroligi (7 – 2012/13, 1 – TOP16 – 2012/13, 7, 8 – TOP16 – 2013/14, 5, 10 – TOP16 – 2014/15)
    - ligi hiszpańskiej (5, 7, 30 – 2016/17)
- Uczestnik meczu gwiazd:
  - Eurochallenge (2008)
  - Ligi Adriatyckiej (2007, 2008)
  - ligi chorwackiej (2008)
- Zaliczony do:
  - I składu:
    - Euroligi (2013, 2014)
    - ACB (2011, 2013, 2018)

  - II składu:
    - Ligi Endesa (2017)
    - Euroligi (2015)
- Lider w zbiórkach ligi:
  - Adriatyckiej (2009)
  - Endesa (2017)

### Reprezentacja
- Mistrz igrzysk śródziemnomorskich (2009)
- Brąz turnieju London Invitational (2011)
- Uczestnik:
  - mistrzostw:
    - świata (2010 – 14. miejsce, 2014 – 10. miejsce)
    - Europy:
      - 2011 – 17. miejsce, 2013 – 4. miejsce, 2015 – 9. miejsce
      - U–20 (2006 – 5. miejsce, 2007 – 10. miejsce)
      - U–18 (2005 – 11. miejsce)